# Slinky Dog Zig-Zag Spin
Slinky Dog Zig-Zag Spin est une attraction de type Music Express située dans :
- la zone Toy Story Playland du parc Walt Disney Studios, ouverture officielle au public le 17 août 2010[1].
- la zone Toy Story Land[2] du parc Hong Kong Disneyland, ouverture officielle au public le 17 novembre 2011.
- la zone Toy Story Land[3],[4] du parc Shanghai Disneyland, ouverture officielle au public le 26 avril 2018.

## Les attractions

### Walt Disney Studios
- Nom francophone : Zigzag Tour
- Ouverture : 17 août 2010 avec Toy Story Playland
- Capacité : 81 personnes par tour, 758 personnes par heure
- Durée : 1 min 30
- Constructeur : Intamin
- Situation : 48° 52′ 02″ N, 2° 46′ 37″ E

### Hong Kong Disneyland
- Ouverture : 17 novembre 2011 avec Toy Story Land
- Constructeur : Intamin
- Capacité : 81 personnes par tour, 758 personnes par heure
- Durée : 1 min 30
- Situation : 22° 18′ 38″ N, 114° 02′ 22″ E

### Shanghai Disneyland
- Nom : Slinky Dog Spin
- Ouverture : 26 avril 2018 avec Toy Story Playland
- Constructeur : Intamin
- Situation : 31° 08′ 28″ N, 121° 39′ 09″ E